# Taeniophyllum arunachalense
Taeniophyllum arunachalense là một loài thực vật có hoa trong họ Lan. Loài này được A.N.Rao & J.Lal miêu tả khoa học đầu tiên năm 1991.